# Stanisław Pytel
Stanisław Władysław Pytel (ur. 9 czerwca 1956 w Krakowie) – polski trener pięcioboju nowoczesnego, twórca sukcesów kobiecej reprezentacji Polski w latach 80.

## Życiorys
W 1975 ukończył Liceum im. Ludowego Wojska Polskiego w Warszawie, w 1981 studia na Wydziale Elektroniki Politechniki Warszawskiej, w 1983 studia trenerskie w Akademii Wychowania Fizycznego w Katowicach. Od 1978 pracował jako trener najpierw szermierki, następnie pięcioboju nowoczesnego w CWKS Legia Warszawa. W latach 1982–1989 był trenerem reprezentacji Polski kobiet (do 1985 wspólnie z Józefem Rutkowskim). W tym okresie jego zawodniczki zdobyły dwa indywidualne mistrzostwa świata (Barbara Kotowska w 1985, Dorota Idzi w 1988) oraz trzy tytuły mistrzowskie (1985, 1988, 1989), a nadto indywidualne wicemistrzostwo świata (Barbara Kotowska w 1987), drużynowe wicemistrzostwo świata (1984), indywidualny brązowy medal MŚ (Anna Bajan w 1985) oraz brązowy medal drużynowo (1987). Na mistrzostwach Europy w 1989 poprowadził swoje zawodniczki do trzech złotych medali (indywidualnie – Dorota Idzi, drużynowo i w sztafecie). Te ostatnie sukcesy przyniosły tytuł trenera roku w plebiscycie Przeglądu Sportowego.
W latach 1990–1996 był trenerem kobiecej reprezentacji Włoch (największe sukcesy to drużynowe mistrzostwo świata w 1994, wicemistrzostwo świata w sztafecie w 1991, 1995 i 1996 oraz brązowy medal indywidualnie Christiny Minelli w 1991). W latach 1997–1998 prowadził kobiecą reprezentację Portugalii, w latach 1999–2000 ponownie reprezentację Włoch (zdobywając m.in. wicemistrzostwo świata w sztafecie w 1999, dwa brązowe medale mistrzostw świata drużynowo (1999, 2000), wicemistrzostwo Europy w sztafecie w 1999, brązowy medal ME Frederiki Foghetti w 1999.
W 2001 został głównym trenerem i dyrektorem sportowym polskiej kadry pięcioboju kobiet i mężczyzn. Jego zawodnicy wywalczyli: mistrzostwo świata indywidualnie w 2006 (Marta Dziadura), wicemistrzostwo indywidualnie w 2001 (Paulina Boenisz), mistrzostwo świata w sztafecie kobiet w 2004 i 2006, drużynowe mistrzostwo świata kobiet w 2008, mistrzostwo świata w sztafecie mieszanej w 2010, drużynowe wicemistrzostwo świata kobiet w 2001, wicemistrzostwo świata w sztafecie kobiet w 2007, brązowy medal MŚ drużynowo kobiet w 2005, brązowe medale MŚ w sztafecie mężczyzn w 2008 i 2009, brązowe medale MŚ w sztafecie mężczyzn w 2001 i 2002. Od 2013 prowadzi tylko kadrę kobiecą.
Odznaczony dwukrotnie Złotym Krzyżem Zasługi.
Jego żoną jest była pięcioboistka Magdalena Jedlewska.